# سيانيد الكوبالت الثنائي
سيانيد الكوبالت الثنائي مركب كيميائي له الصيغة Co(CN)2، ويكون على شكل مسحوق بلوري أزرق. ينتمي المركب إلى فئة السيانيدات اللاعضوية، وهو من المركبات شديدة السميّة.

## الخواص
- لا ينحل سيانيد الكوبالت عملياً في الماء، لكن المركب يمكن أن يرتبط في بنيته البلورية مع جزيئات الماء ليشكل ثنائي وثلاثي الهيدرات.
- يشكل سيانيد الكوبالت معقّدات مع الأمونياك، كما جرى تشكيل معقدات أخرى لسيانيد الكوبالت الثنائي، والتي تتضمن [NH4)6[Co2(CN)10) و KCo(CN)3 و K2Co(CN)4 على سبيل المثال.[4]

## التحضير
يحضر سيانيد الكوبالت الثنائي ثلاثي الهيدرات من إضافة سيانيد البوتاسيوم إلى محلول أحد أملاح الكوبالت الثنائي،  مثل كلوريد الكوبالت الثنائي حسب المعادلة:
CoCl2(H2O)6 + 2 KCN → Co(CN)2 + 2 KCl  +  6 H2O
يترسب الناتج من المحلول في البداية، لكن إضافة كمية زائدة من سيانيد البوتاسيوم تؤدي إلى تشكيل معقد منحل له لون أحمر والصيغة التالية: K4Co(CN)6، والذي يتأكسد بدوره في حال وجود مؤكسد مناسب إلى مركب  K3Co(CN)6 أصفر اللون.

## الاستخدامات
- يستخدم سيانيد الكوبالت الثنائي كمركب طليعي (precursor) لمعقد ثماني كربونيل ثنائي كوبالت.[6]
- وجد أن تفاعلات أكسدة-اختزال المحفزة ضوئياً لمحاليل معقدات سيانيد الكوبالت الثنائي المختلفة مع ثنائي أمين الإيثيلين وذلك في وسط من مزيج من الإيثانول والماء تعطي نواتج من غاز الهيدروجين والأسيتالدهيد بنسبة 1:1، وذلك عند تعريض المحلول لإشعاع مصباح بخار الزئبق.[7]